# Садовский, Веслав
Ве́слав Садо́вский (пол. Wiesław Sadowski; 21 декабря 1921, Варшава — 7 августа 2010, там же) — польский учёный-экономист, статистик, политик, педагог, профессор (1961), доктор наук, член-корреспондент Польской академии наук (1969), ректор Варшавской школы экономики.

## Биография
Начал учëбу в коммерческой школе Варшавы (ныне Варшавская школа экономики) ещё во время немецкой оккупации в годы Второй мировой войны. Изучал математику в варшавском университете. В 1945 начал работать в Главной школе планирования и статистики в качестве ассистента проф. А. Вакара. С 1949 — на кафедре статистики.
В 1955 году инициировал создание отделения математической статистики, на базе которой через несколько лет была создана кафедра эконометрики, а в 1954 году — Институт эконометрии.
В 1955—1959 и 1963—1965 был проректором по науке, а с 1965 по 1978 — ректором Варшавской школы экономики.
С 1969 — член-корреспондент Польской академии наук. В 1997 году — Почётный доктор Лодзинского университета.
Один из основателей и многолетний редактор журнала «Przegląd Statystyczny» (Статистическое обозрение). Член Главного Совета Польского математического общества. Один из основателей комитета статистики и эконометрики ПАН, на протяжении многих лет был его почëтным председателем. Многолетний член и председатель экономического отдела Комиссии по научным званиям Польши (Квалификационной комиссии).
В 1980—1989 занимал пост руководителя Центрального статистического управления Польши, с 1960-х годов являлся членом Учëного совета ЦСУ.
С 1969 по 1980 год избирался беспартийным членом Сейма ПНР.

## Научная и педагогическая деятельность
Автор более 100 монографий, научных статей и академических учебников (в том числе «Математическая статистика», «Статистические выводы», «Теория принятия решений»).
Был членом престижных международных научных организаций, в том числе Эконометрического общества, Международного института статистики, Конференции европейских статистиков в Экономической комиссии ООН по Европе.
Подготовил около 40 докторов наук.